# Chasis

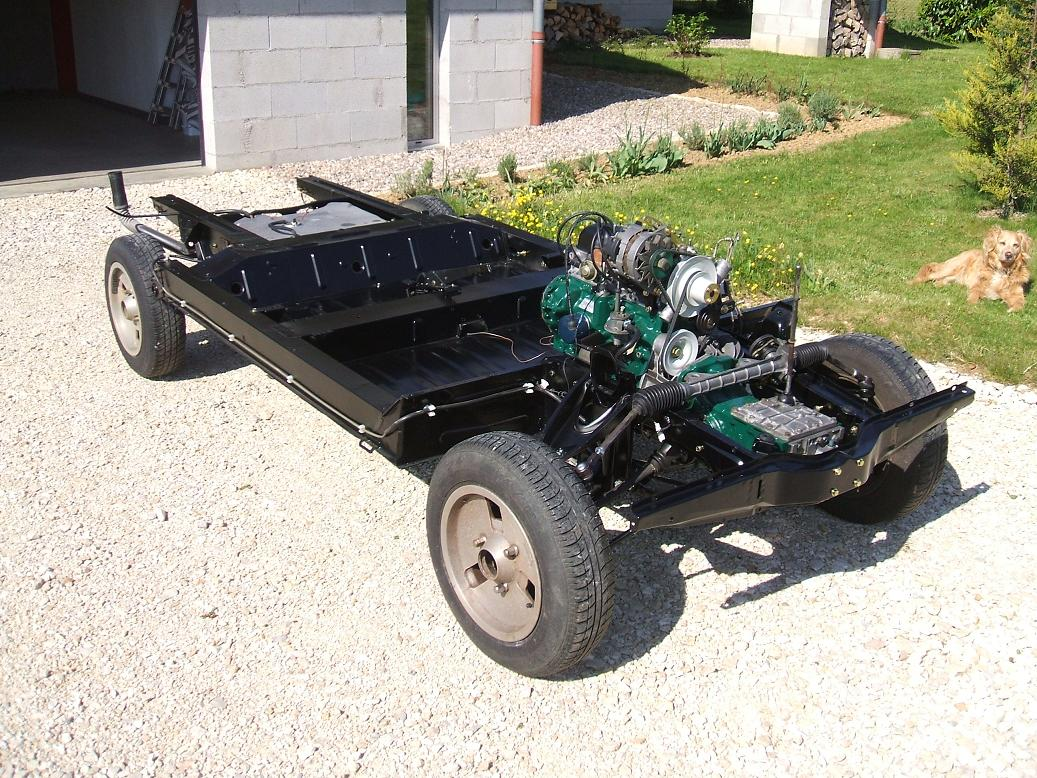
Chasis de un Renault 4 equipado con su mecánica

El chasis o chasís (del francés châssis) es el soporte estructural de un objeto fabricado, tanto durante la propia fabricación como, una vez terminado, durante su funcionamiento normal. En el caso de un vehículo, consta de un armazón que integra y sujeta tanto los componentes mecánicos, como el grupo motopropulsor y la suspensión de las ruedas, con la carrocería (que no forma parte del chasis). No tiene nada que ver con la carrocería ni con la plataforma.

## Tipos de chasis

### Vehículos
Existen tres tipos de chasis para la fabricación de vehículos: chasis independiente, -bien sea de bastidor, central o híbrido-, chasis autoportante, la carrocería va soldada al bastidor y chasis monocasco, que es una sola estructura con el bastidor. En los tres casos el chasis sostiene la mayor parte del vehículo, la masa suspendida, que incluye el motor, la transmisión, la carrocería, el sistema de escape y la caja de dirección. El chasís está considerado como el componente más significativo de un automóvil. Es el elemento fundamental que da fortaleza y estabilidad al vehículo. Es una parte importante del automóvil que permite el armado de los demás componentes. Se clasifican en chasís con riostra, chasís sin riostra, chasís con largueros, chasís sin largueros, chasís clásico, chasís compacto y chasís en organización.
El término chasis rodante significa el soporte estructural más lo necesario para que ruede, como el motor, la transmisión, el eje de transmisión, el diferencial y la suspensión. El término "chasis rodante" se originó en las líneas de montaje, cuando un chasis integrado "rodaba sobre sus propios neumáticos" justo antes de que las carrocerías de los camiones se atornillaran a los bastidores cerca del final de la línea. Sobre el chasis se monta una carrocería —que normalmente no es necesaria para la integridad estructural— con la finalidad de completar el vehículo.
En el caso de los vehículos comerciales, un chasis rodante consiste en un conjunto de todas las partes esenciales de un camión listo para operar en carretera excepto la carrocería. El chasis de un automóvil (coche, auto) será diferente al de un vehículo comercial (furgoneta, camiones de todo tipo) debido a las cargas más pesadas y al uso laboral constante del segundo.Los fabricantes de vehículos comerciales venden versiones "solo chasis", "capó y chasis", así como "chasis con cabina", a los que se les pueden incorporar carrocerías especializadas. Entre ellos se incluyen autocaravanas, camiones de bomberos, ambulancias, volquetes, etc. 
El chasis debe soportar los esfuerzos dinámicos a los que está sometido el vehículo durante su utilización sin romperse ni fatigarse. Si la carga de trabajo real supera la de diseño se puede producir un grave accidente.
En aplicaciones particulares, como los autobuses escolares, una agencia gubernamental como la Administración Nacional de Seguridad del Tráfico en las Carreteras (NHTSA) en los EE. UU. define los estándares de diseño de las conversiones de chasis y carrocería.
En el caso de un vehículo de combate blindado es la coraza la que desempeña las funciones de chasis, y comprende la parte inferior, las orugas, el motor, el asiento del conductor y el compartimento de la tripulación. El blindaje sirve como base para plataformas en tanques, vehículos blindados de transporte de personal, vehículos de ingeniería de combate, etc.
En la industria del transporte intermodal, un chasis es un tipo de semirremolque sobre el que se puede montar un contenedor de carga para el transporte por carretera.

#### Componentes
El chasis de un vehículo suele estar construido de diferentes materiales, dependiendo de la rigidez, costo y forma necesaria. Los más habituales son aleaciones como el acero o de diversos metales como el aluminio. Las piezas que lo componen son, por lo general, tubos o vigas de diferentes calibres y funciones en la estructura.

### Equipos electrónicos
En un dispositivo electrónico (como una computadora), el chasis, cuando lo hay, consiste en un marco u otra estructura de soporte interna sobre la cual se montan las placas de circuitos y otros componentes electrónicos. A veces, especialmente en los dispositivos de pequeño tamaño, no hay chasis como tal, y el dispositivo consiste en una placa base, sobre la cual se montan los demás componentes, protegiendo el conjunto con una carcasa.
En algunos diseños, como los conjuntos ENIAC más antiguos, el chasis estaba montado dentro de una caja rígida y pesada, mientras que en otros casos, como las carcasas de computadoras modernas, se fijan al chasis paneles livianos.

### Armas de fuego

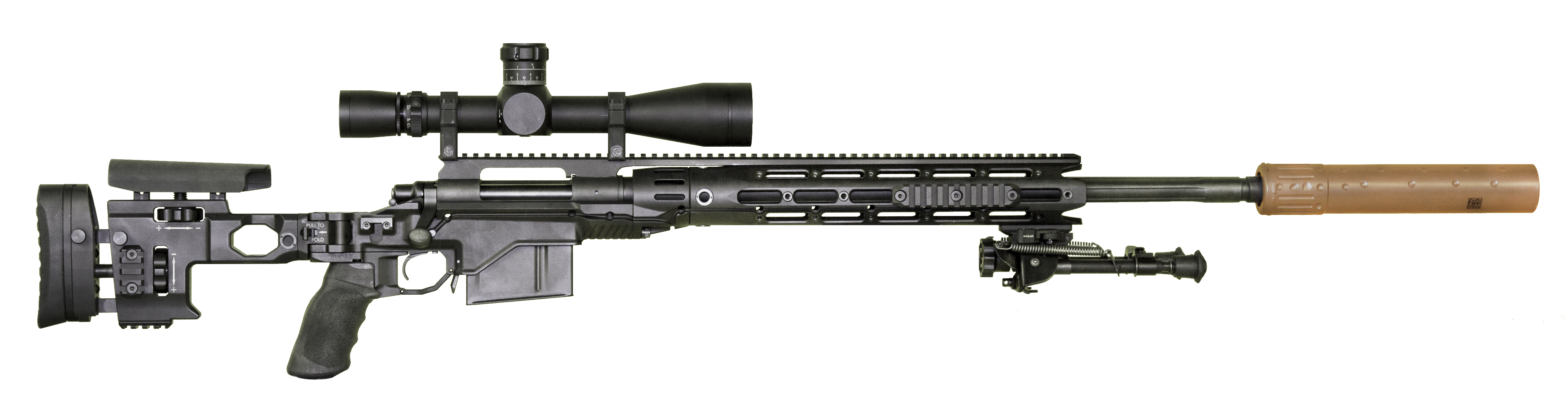
El rifle francotirador mejorado M2010, basado en el diseño de cerrojo Remington 700 pero alojado dentro de un chasis de precisión.

En armas largas, como los rifles, se denomina chasis a un marco de apoyo para reemplazar la culata tradicionalmente de madera, con el fin de mejorar la precisión del disparo. Este chasis generalmente está hecho de material metálico duro, como una aleación de aluminio (o, con menos frecuencia, acero inoxidable, aleación de titanio o recientemente aleación de magnesio), debido a que los metales tienen una rigidez y una resistencia a la compresión superiores a la madera o al el polímero sintético que se usan comúnmente en las culatas.
Este chasis funciona esencialmente como una base más extensa, proporcionando una superficie de apoyo de metal sobre metal que se deforma menos bajo la fuerza de retroceso. En teoría, un mecanismo de disparo montado sobre un chasis de metal funcionaría de manera más consistente durante disparos repetidos, lo que daría como resultado una mejor precisión. 
Con la creciente disponibilidad del mecanizado CNC, los chasis se han vuelto más asequibles y sofisticados y han ganado cada vez más popularidad, ya que estos tipos de chasis se pueden ampliar para acomodar elementos personalizables (culata, empuñadura de pistola, etc.) y sistemas de interfaz de riel, que permiten acoplar al arma diferentes accesorios, como miras telescópicas, miras láser, etc.